# 샨테 (비디오 게임)
샨테(Shantae)는 웨이포워드가 개발하고 캡콤이 게임보이 컬러용으로 처음 출시한 2002년 플랫폼 비디오 게임이다. 이 비디오 게임은 반인간 지니인 샨테가 시퀸 랜드 전역을 여행하며 사악한 해적 리스키 부츠의 지배 계획을 저지하는 모험을 다룬다. 그녀의 퀘스트 동안, 그녀는 다양한 춤을 배우고 아이템을 획득하여 점진적으로 강해지며 새로운 능력과 장소를 해제하고, 리스키의 은신처에서 리스키와의 최종 대결로 끝을 맺는다.
출시 당시 샨테는 호의적인 평가를 받았지만, 게임보이 어드밴스가 게임보이 컬러의 후속 기종으로 출시된 지 1년 만에 출시되었기 때문에 관객을 찾기 어려웠다. 그럼에도 불구하고, 이 게임은 이후 "컬트 클래식"으로 인정받았고, 최고의 게임보이 컬러 게임 목록에 자주 포함된다. 이 게임은 나중에 성공적인 속편 시리즈를 탄생시켰다. 샨테는 2013년 버추얼 콘솔 에뮬레이터를 통해 닌텐도 3DS로 재출시되어 유럽에 처음 선보였다. 원본 버전은 2021년 4월 닌텐도 스위치로 재출시되었으며, 2023년 6월에는 플레이스테이션 4와 플레이스테이션 5 버전이 출시되었다.

## 게임 플레이
샨테는 플랫폼 어드벤처 게임으로, 플레이어는 주인공 샨테로 플레이하며, 사악한 해적 리스키 부츠를 막기 위해 다양한 지역을 여행해야 하는 반인간 지니이다. 샨테의 기본 공격은 머리카락을 채찍처럼 사용하는 것이다. 샨테는 또한 쓰러뜨린 적에게서 얻은 보석을 사용하여 생명력 회복 물약과 다양한 용도의 피해 아이템을 구매하고, 업그레이드된 전투 기술을 배울 수 있다. 이 게임은 5개의 마을과 그 사이에 적과 장애물로 가득 찬 다양한 지역을 특징으로 한다. 게임을 진행하기 위해 샨테는 던전을 열어줄 다양한 캐릭터를 찾아야 하며, 각 던전에는 샨테에게 새로운 춤을 가르쳐줄 수호 지니가 있다.:11 이 춤을 사용하여 샨테는 벽을 오를 수 있는 원숭이, 바위와 나무 그루터기와 같은 물체를 부술 수 있는 코끼리, 배경에 있는 거미줄을 기어오를 수 있는 거미, 공중을 날 수 있는 하르피이아 등 다양한 동물로 변신할 수 있다. 샨테는 이러한 능력을 사용하여 새로운 지역에 도달하거나 숨겨진 아이템을 찾아야 한다.
이 게임은 낮과 밤의 주기를 특징으로 하며, 밤에는 적들이 더 강해진다. 밤에는 플레이어가 숨겨진 반딧불이를 수집할 수 있으며, 모두 수집하면 보상이 주어진다. 다른 수집 가능한 생물로는 던전 안에 숨겨진 오징어 모양의 아이템인 워프 오징어가 있으며, 각 마을의 더 큰 어미 오징어에게 주면 즉시 그곳으로 워프할 수 있는 능력을 얻을 수 있다.:18-19 마지막으로, 하트 그릇을 얻어 샨테의 최대 체력을 늘릴 수 있다. 이 게임은 또한 추가 보석을 벌기 위한 춤이나 도박과 같은 다양한 미니게임을 특징으로 한다.:24-25

## 줄거리

### 배경 및 등장인물
이 게임은 세퀸 랜드라는 가상의 배경에서 진행되며, 수년 동안 땅에 평화를 가져다준 수호 지니가 보호했던 마법의 장소로 묘사된다. 시간이 지나면서 지니들은 인간과 사랑에 빠져 제한된 마법 능력을 가진 반인간 자녀를 낳았다. 불분명한 이유로 지니들은 결국 사라졌고, 그들의 자녀들이 땅의 보호자 역할을 대신했다. 주인공 샨테는 그러한 반인간 지니 중 한 명으로, 그녀가 살고 있는 작은 어촌인 스커틀 타운의 수호 지니로 임명되어 버려진 등대에서 거주한다.
이 게임은 "순진하고 다소 순박하며, 선과 악에 대한 어린아이 같은 시각을 가졌지만, 또한 단호하고 싸움에 능한" 주인공을 포함하여 소수의 반복되는 등장인물들을 특징으로 한다. 다른 등장인물로는 "세븐 시즈의 여왕"을 자처하며 자신의 의지에 묶인 "팅커배트"라는 생물로 이루어진 조용한 해적단을 통치하는 악당 리스키 부츠가 있다. 삼촌 미믹은 유물 사냥꾼이라는 모험가 집단의 나이든 일원으로, 샨테에게 대리 부모 역할을 한다. 볼로는 샨테의 스파링 파트너로, 다소 멍하고 여자에게 복종하는 경향이 있다. 스카이는 샨테의 평생 친구로, 전쟁 조류를 기르고 훈련시키며 항상 애완 전쟁 조류 렌치와 함께 나타난다. 좀비 로티탑스는 친절하지만 장난스럽고 신뢰할 수 없는 것으로 묘사된다.

### 줄거리
리스키 부츠와 그녀의 팅커배트 해적단은 스커틀 타운을 공격하고 마을의 거주 보물 사냥꾼인 미믹에게서 시제품 증기 엔진을 훔친다. 미믹은 스커틀 타운의 수호자인 샨테에게 리스키가 네 개의 마법 "원소석"을 회수하면 증기 엔진을 강화하여 막을 수 없는 무기를 만들 수 있다고 말한다. 샨테는 증기 엔진과 원소석을 회수하고 리스키를 막기 위해 세퀸 랜드를 가로질러 여행한다.
친구 볼로와 스카이, 그리고 새로운 지인 로티탑스의 도움을 받아 샨테는 세 개의 던전에 들어가 세 개의 원소석을 회수한다. 네 번째 던전에서 샨테는 마지막 원소석을 찾지만, 출구에서 리스키의 기습을 받아 원소석을 도난당하고 리스키는 탈출한다. 샨테는 이후 마법 비행 망원경인 스파이 스코프로 리스키의 은신처 위치를 발견하고 그곳으로 순간이동한다. 샨테는 리스키의 무기인 팅커 탱크에 도달하여 파괴한다. 리스키는 샨테를 죽이려 하지만 패배하고, 리스키의 은신처가 무너지자 샨테는 탈출한다. 그 후 그녀는 마법적으로 지니 영역이라는 곳으로 납치되어 지니들이 그녀의 용기에 대한 보상으로 자신들과 함께 있을 기회를 주지만, 친구들을 다시는 볼 수 없다는 대가를 치러야 한다. 그녀는 거절하고 스커틀 타운으로 돌아와 미믹에게 증기 엔진을 파괴해야 했다고 알리지만, 미믹으로부터 그게 아마 최선이었을 것이라는 말을 듣고 안도한다. 샨테는 시장에게 자신이 반인간 지니라고 말하기로 결심하고, 시장은 괜찮다고 그녀를 안심시킨다.

## 개발

### 게임 개발
이 게임은 웨이포워드가 1997년에 개발을 고려했다. 회사 공식 웹사이트의 아카이브 버전은 당시 PC 또는 플레이스테이션용으로 고려되었던 게임에 대한 매우 다른 접근 방식을 보여주는데, 전통적으로 애니메이션된 캐릭터가 3D 배경에서 움직이는 완전한 3D 게임이었다. 샨테는 마법 능력이 없는 문제 많은 지니로 제시되었으며, 게임 시작 시 탈출하여 세계의 모든 마법을 고갈시킬 계획이었던 강력한 존재인 진스(Jins)로부터 세계를 구해야 했다. 당시 그녀의 마법은 캐릭터의 원래 창작자인 에린 보존이 구상한 대로 동물을 소환할 수 있었지만, 샨테가 하르피이아로 변신할 수 있었기 때문에 변신은 이미 계획되어 있었다. 그녀의 춤은 또한 공격을 시작할 수 있었고 다른 특징을 가진 다른 의상을 가지고 있었다.
에린의 캐릭터를 기반으로 게임의 세계관을 창조한 맷 보존의 아이디어에 따르면, 처음에는 게임이 SNES용으로 계획되었다. 그와 에린은 당시 웨이포워드에서 일했던 베테랑 프로그래머 지미 휴이의 도움을 받아 게임을 제안했다. 엑스트림 스포츠의 완성 후, 웨이포워드의 설립자이자 소유주인 볼디 웨이는 게임의 게임보이 컬러 버전을 승인했다. 휴이는 이미 엑스트림 스포츠를 위한 그래픽 엔진을 만들었기 때문에, 이 엔진은 샨테의 필요에 맞게 조정되었다. 이를 통해 게임은 GBC 게임에서 드문 효과인 시차 스크롤링 및 투명도 효과를 선보일 수 있었다. 개발 첫 4개월 동안 팀은 대부분의 애니메이션을 만들었고, 휴이는 풀 컬러 애니메이션 프레임을 가져와 세 가지 색상 덩어리로 바꾸고 GBC 화면에 전체를 재조립할 수 있는 아트 캡처 도구를 프로그래밍했다.

### 퍼블리싱
샨테의 게임보이 게임 팩은 제대로 작동하려면 4MB의 롬과 배터리 백업 램이 필요하여 제작 비용이 많이 들었다. 이러한 요인으로 인해 일부 배급사들은 새로운 지적 재산권을 출시하는 것이 위험하다고 여겨 이를 꺼렸다. 웨이포워드는 몇 년 동안 배급사를 찾으려고 노력했고, 결국 캡콤이 게임 출시를 맡았다. 그러나 캡콤은 몇 달 동안 출시를 미루었고, 그 동안 게임보이 어드밴스가 출시되었다. 게임이 2만~2만5천 장만 생산되었다는 소문이 있다.
웨이포워드는 게임이 게임보이 어드밴스에서 플레이될 때, 콘솔 화면이 색상을 어둡게 하는 경향이 있다는 것을 알았기 때문에 화면을 밝게 하고 몇 가지 보너스 기능을 추가하는 게임보이 어드밴스 개선 사항을 추가했다.

### 음악
2000년에 사운드는 Musyx 오디오 포맷을 사용하여 개발되었지만, 웨이포워드는 개발 중에 변경하기로 결정했다. 당시 사운드트랙은 약 20곡을 특징으로 했으며, 제이크 카우프만이 작곡했다. 카우프만은 결국 Paragon 5 GameBoy Tracker를 사용하여 음악을 만들었다. Paragon 5의 CEO인 폴 브래기엘은 음악 프로듀서로 활동했으며, 스테파니 호켄헐이 음악 재생을 담당했다.
이 게임의 사운드트랙은 2019년 1월 팡게이머에 의해 빨간색 바이닐 형식으로 출시되었고, 리미티드 런 게임즈에서 한정판 보라색 변형이 출시되었다.

## 평가

### 판매 및 분석
이 게임의 정확한 판매 수치는 공개되지 않았지만, 보존에 따르면 판매가 부진했다. 그는 게임이 2만~2만5천 장 생산되었고 모두 팔렸지만, 2차 인쇄는 이루어지지 않았다고 말했다.
맷 보존은 게임의 실패에 대해 퍼블리셔인 캡콤을 비난하는 것을 거부했다. 캡콤이 게임 완성 후 8개월 동안 출시를 미루었고, 게임보이 어드밴스가 출시된 지 1년이 지난 시점에 게임이 최종 출시되었음에도 불구하고 말이다. 그는 자신이 "매우 순진하게" 게임이 좋으면 어쨌든 팔릴 것이라고 믿었다고 말했다. 보존은 창의적인 관점에서 보면, 캐릭터가 "반전통적"이며 "아이들을 위한 브랜드로 너무 섹시하고, 남성 게이머를 위한 브랜드로 너무 여성스럽다"고 말하며 대상 독자를 제대로 정하지 못했다고 생각했다. 또한, 게임이 출시되기 전에도 보존은 웨이포워드가 퍼블리셔를 찾을 때 많은 시장 분석가들이 여성 주인공 캐릭터를 갖는다는 생각에 회의적이었기 때문에 게임이 "아마도 팔리지 않을 것"이라고 이해하게 되었다고 주장하며, 보존은 결국 그들이 아마 "진정으로 시장을 알았을 것"이라고 인정했다. 그는 여전히 포기하지 않았는데, 샨테가 "단지 손을 내밀어 관객이 다시 손을 내밀고 있는지 확인하기 위해서라도" 존재해야 한다고 느꼈기 때문이다.

### 비판적 평가
샨테는 당대의 비평가들에게 전반적으로 좋은 평가를 받았다. IGN은 이 게임을 "레벨 및 캐릭터 디자인에 엄청난 다양성이 있는" "멋진 플랫폼 어드벤처"라고 부르며, "게임보이 컬러 게임으로서 환상적으로 보인다"고 덧붙였다. 게임스팟은 이 게임을 휴대용 플랫폼 게임의 "훌륭한 예"이며, "[플랫폼 게임] 장르의 전통적인 관습에 확고하게 뿌리내리고 있다"고 주장하며, "이 게임이 진정으로 빛나는 한 분야는 애니메이션"이라고 덧붙였지만, 음악이 "단순하고" "반복적"이며, 음향 효과가 "밋밋하다"고 불평했다. 그러나 게임 인포머의 앤디 맥나마라는 덜 긍정적이었는데, "이 게임은 당신을 계속 플레이하게 할 만큼 충분히 매력적이지 않다"고 말했다.
회고적인 평가 역시 긍정적이었는데, 닌텐도 라이프의 카에스 델그레고와 코비 딜러드, 디스트럭토이드의 카일 맥그리거는 이 게임을 "컬트 클래식"이라고 칭했다. 델그레고는 이 게임이 "NES 시대의 사이드 스크롤링 대서사 어드벤처에 대한 러브레터"라고 덧붙였다. 그는 그래픽과 사운드가 "뛰어나다"고 덧붙였지만, 게임보이의 작은 화면과 전반적인 게임 내 안내 부족에 대한 일부 문제를 인정했다. 델그레고는 이 게임이 "황금기 게임에 대한 적절한 정의를 실현한다"고 결론지었다. 2013년 닌텐도 3DS 버추얼 콘솔로 재출시된 이 게임에 대한 새로운 평가에서 마이크 메이슨은 "2D 플랫폼 게임은 현대 관객에게 신선하고 흥미로운 지니 마법으로 충분히 뿌려져 있다"고 주장했다.
샨테는 최고의 게임보이 게임 여러 목록에 이름을 올렸다. 게임 인포머의 벤 리브스는 샨테를 15번째 최고의 게임보이 게임으로 선정하며 간과되었다고 느꼈다. 컴플렉스는 2013년 이 게임을 7번째 최고의 GBC 게임으로 선정하며 "견고한 플랫폼 게임"이라고 불렀다. 게임스레이더는 이 게임을 8번째 최고의 게임보이 게임으로 선정하며 "샨테는 전형적인 2D 플랫폼 게임 요소로 가득 차 있지만, [...] 모든 것이 놀라울 정도로 잘 구현되었고 GBC에서는 보기 드문 시각적 감각을 보여준다"고 말했다. 2018년, 프랑스 웹사이트 Jeuxvideo.com은 이 게임을 9번째 최고의 GB/GBC 게임으로 선정하며 "뛰어난 아트 디렉션과 함께 훌륭한 액션 플랫폼 게임"이라고 칭했다.
속편의 성공과 매우 긍정적인 비판적 평가, 그리고 초기 카트리지 소량 생산으로 인해 샨테는 가장 많이 찾고 희귀한 게임보이 컬러 게임 중 하나가 되었다.

## 속편
샨테 속편에 대한 여러 계획이 수립되었는데, 게임보이 어드밴스용 샨테 어드밴스: 리스키 레볼루션과 닌텐도 DS용 샨테: 리스키 워터스가 포함되었다. 2009년 9월 15일, 샨테: 리스키의 복수라는 제목의 속편이 발표되었으며, 닌텐도 오브 아메리카의 2009년 휴일 라인업에 다운로드 가능한 DSiWare 타이틀로 공개되었고, 잠정적으로 2009년 4분기 출시 날짜가 정해졌다. 3부작 에피소드 속편에 대한 세부 정보는 2009년 11월 닌텐도 파워호에 공개되었다. 그러나 에피소드 출시 계획은 취소되었고, 이 게임은 대신 2010년 10월 4일 DSiWare용 독립형 속편으로 출시되었다. 이 게임은 나중에 IOS, 마이크로소프트 윈도우 및 플레이스테이션 4로 이식되었다. 세 번째 게임인 샨테와 해적의 저주는 2014년 10월 23일 닌텐도 3DS e숍에 출시되었다. 나중에 이 게임은 Wii U, 마이크로소프트 윈도우, 플레이스테이션 4, 엑스박스 원 및 아마존 파이어 TV로도 출시되었다. 네 번째 타이틀인 샨테: 하프 지니 히어로는 마이크로소프트 윈도우, 플레이스테이션 4, 플레이스테이션 비타, Wii U, 엑스박스 원 및 닌텐도 스위치로 출시되었으며, 시리즈 최초의 HD 게임이다. 이 게임은 킥스타터와 페이팔을 통해 성공적으로 크라우드펀딩되어 약 95만 달러를 모금했으며, 이는 초기 목표의 두 배가 넘는 금액이다. 다섯 번째 게임인 샨테와 세븐 사이렌은 2019년 애플 아케이드로, 2020년에는 PC, 플레이스테이션 4, 엑스박스 원, 그리고 닌텐도 스위치로 출시되었다. 이전에 취소되었던 속편인 리스키 레볼루션은 나중에 2025년에 시리즈의 여섯 번째 게임으로 출시되었다.

## 재출시
샨테는 2013년 7월 18일 웨이포워드에 의해 닌텐도 3DS 버추얼 콘솔을 통해 디지털 방식으로 재출시되었다. 이는 이 게임의 유럽, 호주, 뉴질랜드 첫 공식 출시를 의미했다.
2020년 7월, 리미티드 런 게임즈는 게임보이 컬러용 신규 샨테 카트리지를 소량 생산할 것이라고 발표했으며, 9월부터 사전 주문을 시작할 예정이라고 밝혔다. 웨이포워드는 또한 닌텐도 스위치용 게임 포트를 디지털 및 리미티드 런에서 한정된 실물 출시로 출시할 것이라고 발표했다. 2021년 4월 22일에 출시된 이 포트는 플레이어가 게임보이 어드밴스 개선 사항을 켜고 끌 수 있도록 허용하며, 저장 상태 기능, 대체 디스플레이 옵션, 게임 내 아트 갤러리도 포함한다. 유튜브 채널 Modern Vintage Gamer를 운영하는 홈브루 개발자 디미트리스 기아나키스는 이 출시에서 사용된 에뮬레이션 소프트웨어인 카본 엔진을 개발하기 위해 고용되었다. 리미티드 런은 이후 현대 하드웨어용 여러 게임 재출시에서 카본 엔진을 활용했다. 플레이스테이션 4 및 플레이스테이션 5 버전은 2023년 6월 2일에 출시되었다.